# 경관영양

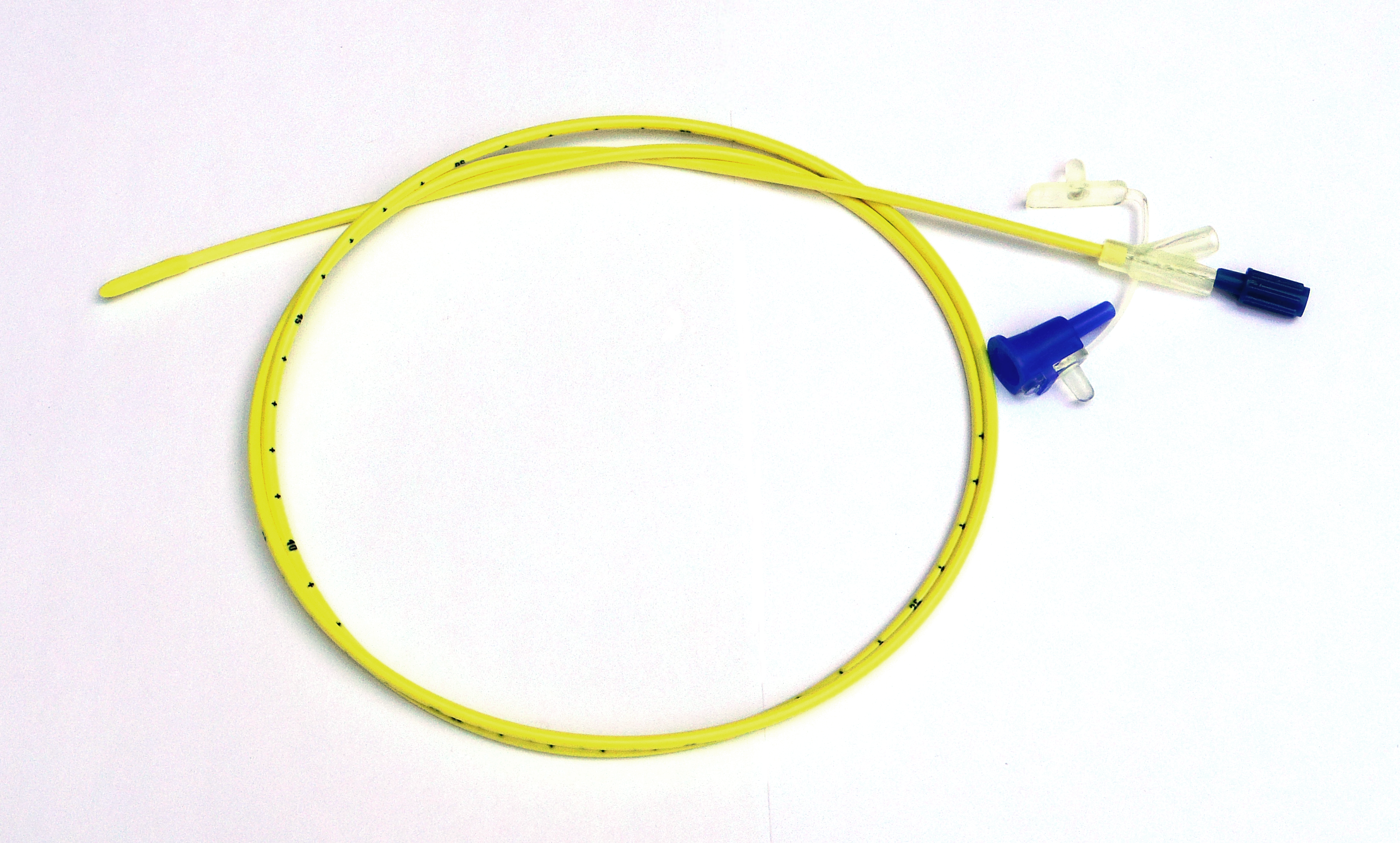

경관영양(經管營養)이란, 위장관에 튜브를 삽입하여 영양을 공급하는 것을 뜻한다. 이를 위한 기기는 영양보급관 또는 영양관이라고 부른다.
영양보급관은 입으로 영양을 섭취할 수 없거나 안전하게 삼킬 수 없거나 영양 보충이 필요한 사람들에게 영양을 공급하기 위해 사용되는 의료 기기이다. 급성 상태의 치료를 위해 일시적으로, 만성 장애의 경우 평생 동안 배치될 수 있다. 다양한 보급관이 의료 행위에 사용된다. 일반적으로 폴리우레탄이나 실리콘으로 만들어진다. 보급관의 직경은 프렌치 단위로 측정된다. (각 프렌치 단위는 1/3mm와 같음) 삽입 부위와 용도에 따라 분류된다.

## 같이 보기
- 생명윤리학